# Het geheim van Ambiorix
Het geheim van Ambiorix is het 130ste stripverhaal van Jommeke. De reeks wordt getekend door striptekenaar Jef Nys.

## Personages
- Jommeke, Flip, Filiberke, Pekkie, Marie, Teofiel en Professor Gobelijn.

## Verhaal
Jommeke, Filiberke, Flip en Professor Gobelijn gaan kamperen. Op een nacht horen ze het gehuil van een wolf. In de maneschijn zien ze het silhouet van een robuuste man. Wat later ontdekken ze een grot. Daar woont de robuuste man, die een verre nakomeling is van Ambiorix. Hij is vruchteloos op zoek naar de formule van een wonderdrankje. De vrienden helpen de oude Belg. In de Romeinse muur van een oude Limburgse stad zit een geheime deur verborgen waarachter het geraamte van Ambiorix ligt. Daar vinden ze, tussen de skeletvingers, een document dat de formule bevat.
Doch, wanneer anderen achter het bestaan van het levenselixir komen, wordt het elixir bij Gobelijn gestolen. Door middel van de televisie komen de vrienden erachter dat de gemene oplichter, Frisco Caesar genaamd, zich in Rome bevindt. Slimme Flip kan snel de formule bemachtigen, maar wordt weer eens verliefd op een mooie vrouw. Deze steelt de formule terug. Jommeke en Filiberke komen daarop in actie en kunnen op hun beurt de formule opnieuw bemachtigen. Later wordt er besloten om met de oplichter maar vriendschap te sluiten.
Tot slot wordt het elixir tot frisdrank omgebrouwen.

## Achtergronden bij het verhaal
- In dit stripalbum vinden we een grondige uitleg betreffende Ambiorix en de stad Tongeren.